# Susanne Hartmann (Politikerin)
Susanne Hartmann (* 23. Juli 1970) ist eine Schweizer Politikerin (Die Mitte, CVP) und Juristin.

## Ausbildung
Hartmann absolvierte die Kantonsschule Wattwil, bevor sie sich zur Primarlehrerin ausbilden liess. Danach unterrichtete sie von 1992 bis 1995 als Primarlehrerin im Wiler Tonhallenschulhaus. 1996 begann sie ein Jura-Studium an der Universität Zürich, das sie 2002 erfolgreich abschloss. Von 2003 bis 2007 war sie Gerichtsschreiberin am Kreisgericht Untertoggenburg-Gossau, danach bis 2012 Juristin beim Tiefbauamt der Baudirektion des Kantons Zürich.

## Politische Laufbahn
Ihre politische Karriere lancierte Hartmann schon früh. Von 1994 bis 1998 war sie im Vorstand der Jungen CVP des Kantons St. Gallen. Von 1996 bis 2004 war sie zudem im Vorstand der CVP Frauen des Kantons St. Gallen vertreten. Von 1996 bis 2008 hatte Hartmann zudem die Parteileitung der CVP des Kantons St. Gallen inne.
2012 wählte Wil Hartmann im zweiten Wahlgang zur ersten Stadtpräsidentin. Sie trat damit in die Fussstapfen ihres Vaters Josef Hartmann, der bis ins Jahr 2000 Stadtpräsident von Wil war.
Im März 2020 wurde Susanne Hartmann als Ersatz für den in den Ständerat gewählten Benedikt Würth im ersten Wahlgang in die St. Galler Regierung gewählt. Im März 2024 wurde ihr Amt im ersten Wahlgang für weitere vier Jahre bestätigt.
Mit der Wahl zur Regierungsrätin hat sie per Ende Mai 2020 ihren Rücktritt als Wiler Stadtpräsidentin eingereicht.